# Maximilian Grabner
Maximilian Grabner né le 2 octobre 1905 à Vienne, mort le 28 janvier 1948 est un officier SS Untersturmführer qui fut le chef de la Politische abteilung (Gestapo) d'Auschwitz-Birkenau de 1940 à 1943.

## Biographie
Il adhère au parti nazi en 1932 et intègre la SS en 1938. Il travaille à la Gestapo de Katowice en Pologne puis en juin 1940 est nommé chef de la section politique (politische abteilung) d'Auschwitz jusqu'en novembre 1943 où il est démis de ses fonctions pour vol et corruption. Il est impliqué comme Rudolf Höss dans des exécutions illégales de prisonniers politiques russes et polonais. Il est arrêté par les alliés en Autriche en août 1945 et jugé en 1947 à Cracovie. Il est condamné à mort pour crimes de guerre et pendu en janvier 1948. 
Son rôle était de lutter contre la résistance intérieure du camp, d'organiser les interrogatoires et la surveillance des déportés et de contrôler l'activité des chambres à gaz. La section politique d'Auschwitz (Gestapo) n'était pas directement sous les ordres de Rudolf Höss le commandant du camp mais sous les ordres du quartier général de la Gestapo à Katowice et du RSHA à Berlin. 

Il déclara pendant sa détention après-guerre : 

« Tuer 3 millions de personnes est à mon avis le plus grand de tous les crimes. J'ai participé à ce crime parce qu'il n'y avait rien à faire qui puisse changer cela. La honte de ce forfait repose sur le national-socialisme. [...] J'ai seulement participé à l'assassinat de 3 millions de personnes par égard pour ma famille. »